# Bisdom Ionopolis

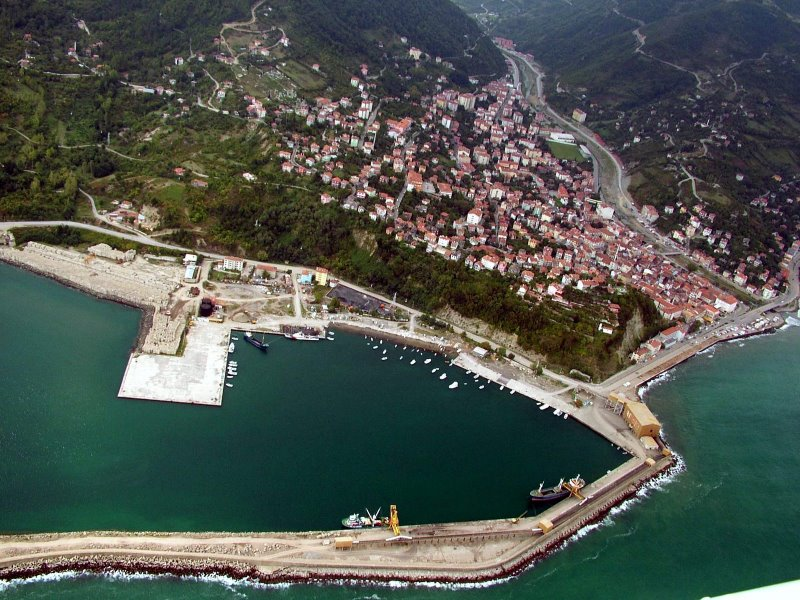
Inebolu, stad in Turkije

Het bisdom Ionopolis (Oudgrieks: Ἀβώνου τείχος , Abónou téichos) of Ionopolis (Oudgrieks: Ἰωνόπολις, Iōnópolis) was een christelijk bisdom (4e eeuw - 11e eeuw) in het Oost-Romeinse Rijk, in het huidige Turkije.
Door het Edict van Milaan (313) liet keizer Constantijn het christendom toe in het Romeinse Rijk. Het bisdom Ionopolis werd opgericht in de 4e eeuw. De bisschopszetel was de huidige stad Inebolu. Het was een suffragaanbisdom van het bisdom Gangra. Gangra is de huidige stad Çankırı en was een grote handelsstad. Ionopolis was een van de bisdommen in de Romeinse provincie Paflagonia. Tot de 12e eeuw werden er bisschoppen van Ionopolis benoemd; zij behoorden tot het Byzantijnse Rijk, onder het patriarchaat van Constantinopel. Met de invasie van de Ottomanen verdween het bisdom Ionopolis.
Vanaf de 18e eeuw hernam de Rooms-katholieke kerk de titel bisschop van Ionopolis als eretitel.